# Roubia
Roubia – miejscowość i gmina we Francji, w regionie Oksytania, w departamencie Aude. Przez gminę przepływa rzeka Aude. 
Według danych na rok 1990 gminę zamieszkiwało 406 osób, a gęstość zaludnienia wynosiła 55 osób/km² (wśród 1545 gmin Langwedocji-Roussillon Roubia plasuje się na 561. miejscu pod względem liczby ludności, natomiast pod względem powierzchni na miejscu 883.).